# Hammar (commune d'Askersund)
Pour les articles homonymes, voir Hammar.
Hammar est une localité de Suède dans la commune d'Askersund située dans le comté d'Örebro.
Sa population était de 268 habitants en 2019.